# Arden (Danemark)
Pour les articles homonymes, voir Arden.
Arden est une ancienne commune danoise, administrée par la ville du même nom, de l’amt du Jutland du Nord ; elle a été fusionnée lors de la réforme communale de 2007 dans la commune de Mariagerfjord dans la région du Jutland du Nord.